# 第二次世界大戦中のアイルランド局外中立

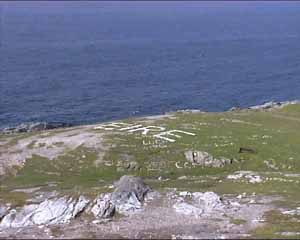
ドニゴール県マリン・ヘッドにある航空機に中立国アイルランド（エール 英語では「アイルランド」）の領域である事の注意を呼び掛けるマーキング。

第二次世界大戦中のアイルランド局外中立（だいにじせかいたいせんちゅうのアイルランドきょくがいちゅうりつ）は、ヨーロッパで第二次世界大戦が勃発した際、アイルランドの首相エイモン・デ・ヴァレラの提案によりウラクタス (アイルランド議会)が採用した政策である。 第二次世界大戦中、所期の標的であるイギリスからそれたドイツ軍機による誤爆や、連合国軍と枢軸国軍の双方によるアイルランド商船への攻撃が複数あったにもかかわらず、戦時中を通じてこの政策は維持された。デ・ヴァレラは連合国や枢軸国に加わる事を控えたが、ドイル・エアランではドイツだけではなくイギリスによる侵攻の可能性についても議論され、いずれかの不測の事態に備えて準備が行われたが、最も詳細な計画は連合国と連携して行われたプランWであった。 戦争中、デ・ヴァレラの与党であるフィオナ・フォイルは中立政策を支持し続けた。
この時代は現在のアイルランド共和国で、通常の政府機能を停止するため採用された憲法条項の文言に基づく「非常事態」という呼称で知られている。
中立政策を遂行するためには中立を厳格に遵守する事と、戦争当事者のいずれか一方からの侵攻を撃退・抑止したりするための現実的な措置を講ずる事の間でバランスをとる必要があった。
公式の立場として中立政策を採用していたにもかかわらず、連合国機にドニゴール回廊の飛行を許可した事や、大西洋の詳細な天気予報などの情報交換を含む連合国とアイルランドの情報機関の間の広範な協力など、非公然に多くの中立違反が行われた。例えば、ノルマンディー上陸作戦の実施はメイヨー県ブラックソッド湾からの気象報告によって決定された。

## 戦前の対英関係
1939年当時のアイルランドは名目上大英帝国の自治領にしてイギリス連邦の一員であった。アイルランドはアイルランド独立戦争を経てイギリスから事実上の独立を果たしていたし、1921年に結ばれた英愛条約はアイルランドを「主権、独立、民主主義国家」であると宣言していた。1937年には国民投票で新たな憲法が制定された。第一次世界大戦の時とは異なり、1931年のウェストミンスター憲章の制定によって、イギリスが戦争に突入してもアイルランドを含む自治領が自動的に参戦する義務はなくなっていた。 アイルランドとイギリスの関係は長年にわたる緊張が続いており、例えば1938年まで両国は英愛貿易戦争を行っていた。
それでも、アイルランドがイギリス国王との微妙な関係を断絶する事はなく、名目上の関係が最終的に終了したのは1948年制定のアイルランド共和国法が施行されてからだった。憲法改正後にアイルランド国家の代表者がイギリス連邦会議に出席したり、関係する業務に参加したりする事はなくなったが、イギリスの1949年アイルランド法がアイルランドの共和国宣言を受け入れ、正式にイギリス連邦加盟の終了を認めるまで正式な加盟国であり続けた。
イギリス王のジョージ6世に残されたわずかな権限に加え、1937年制定の憲法で新たに創設されたアイルランドの大統領の職務として「国防軍の最高指揮権者」であると規定された。

## 国内関係
アイルランドの中立政策はアイルランドの国民にも支持された。アイルランド国民はイギリス軍に入隊する事が可能で、少なくとも50,000人のアイルランド人がイギリス陸軍に入隊したのをはじめ、商船隊やイギリス空軍で任務に就き、中にはブレンダン・フィヌケーンのようにエース・パイロットとしてイギリス空軍史上最年少で中佐への昇進を果たす者も現れた。
4,983人のアイルランド国防軍の隊員がイギリス軍や連合国軍と共に戦うため脱走したが、戦後、彼らは差別に直面し、年金受給資格を失った上、公職に就く事を禁じられた。2013年になってようやく彼らはアイルランド政府によって正式に恩赦された。
また、24万5,000人に旅券や身分証明書が発行され、イギリスに出稼ぎに行く事が可能になった。1939年の英独開戦時、一部のアイルランド共和主義者が第三帝国に肩入れし、ドイツの勝利が統一アイルランドにつながると信じた。
国家がナチズムとの道義的な戦いから目を背けているという非難に応える形で、1941年に外相のジョセフ・ウォールシュは次の様に述べている。
1939年9月1日のドイツのポーランド侵攻を受け、急遽招集された議会は緊急事態を宣言した。その日に議会で可決された国家緊急権法は、翌日の9月3日に施行された。この法律はその前年のスデーテン危機の際に作られたイギリスの草案を幅広く参考にした物だが、いくつかの点においてアイルランドの法律はより抜本的とみなされていた。主な規定は以下の通りである。
このように広範な行政権限を手にしたデ・ヴァレラ内閣は、発生する可能性のあるあらゆる問題に取り組み、国家の中立政策との矛盾を抑制する事に着手した。ラジオのニュース番組の検閲によって、アナウンサーの役割はコメント抜きで両陣営のニュースを読む事に限定された。その一方で、戦争に関与する航空機や船舶への不用意な援助を防ぐために、天気予報は停止された。 通常、どちらか一方の側に有利な印象を与える意見の公的な表明は弾圧を受けた。「戦争」という言葉そのものが避けられ、アイルランド政府は1939年から1945年までのヨーロッパの状況を「非常事態」と称していた。
しかし、10代のジョージ・コールはイギリスの宣戦布告を受け、ダブリンの街頭でネヴィル・チェンバレンをかたどった人形が警察の干渉を受ける事なく公然と燃やされる光景を目撃し、次のように感じた。
この頃アイルランドの社会・経済状況は厳しい物で、賃金は停滞したが物価は上昇した。燃料や食料品の不足も深刻であった一方で、国境を越えた密輸や闇市場が一種のブームになった。
ダグラス・ハイド大統領はアイルランド国教会に属していたが、その信者のほとんどは元ユニオニストで親英派であった。彼が1943年にプロテスタント信者が大勢出席したある結婚式に招待された際、彼の秘書は花嫁から「イギリス王に乾杯したり、イギリス国歌を歌うなどの好戦的な示威を行わない」という保証を受けていた。

### 戦争への前奏
アイルランド政府はヨーロッパでの戦争がアイルランド内戦の古傷を刺激する結果になる事を憂慮していた。アイルランドには親ファシストと反ファシスト運動が存在し、IRAは独自の課題を追求し続けていた。
元IRAの司令官であり、フィナ・ゲールの創立者でもあるエオイン・オダフィー将軍は1932年から翌年にかけてファシスト組織であるブルーシャツの指導者だった。第二次大戦期にアイルランドの首相を務めたエイモン・デ・ヴァレラはアイルランドのユダヤ人を一貫して支援してきた功績が認められ、それを記念してイスラエルに彼の名前が付けられた森が存在する。 1936年に勃発したスペイン内戦で敵対する双方の陣営で2つのアイルランド人部隊が戦っていた。オダフィーのアイルランド人旅団はフランコ率いる反乱軍に加勢し、国際旅団のアイルランド人部隊は共和国側で戦ったが、どちらも政府の支援は受けていなかった。
開戦前の半年間には、新指導者となったショーン・ラッセルのもとでアイルランド共和国軍の活動が活発化し、イギリスでのテロ活動を繰り広げた。1936年までIRAの活動を容認していたデ・ヴァレラは、1939年に対国家攻撃法を制定して対応した。9月に世界大戦が勃発すると、破壊活動は国家の安全を脅かす物と見なされるようになった。アイルランドの港を空軍と海軍のために確保する事を求めるイギリスが、アイルランドへの侵攻や港湾の強制的な接収の口実としてテロ攻撃を持ち出す可能性や、ヨーロッパの同盟国に支援を求めるアイルランド共和主義の伝統に沿ったIRAがドイツの情報機関と連携し、それによってアイルランドの中立政策が危うくなる可能性が指摘された。
1940年5月、この危惧はラッセルがIRAの武器と支援を得るためにベルリンを訪れた事で現実の物になった。彼はドイツ軍から訓練を受けたが、ドーブ作戦の一環としてアイルランドに戻る間に潜水艦で死亡した。少数で準備が不十分なドイツの工作員がアイルランドに派遣されたが、到着した工作員はすぐに軍事情報局（G2）によって捕らえられた。活動的な共和主義者はカーラ・キャンプに拘留されるか、懲役刑を言い渡された。新たに制定された反逆罪で6人の男が絞首刑となり、さらに3人がハンガーストライキで死亡した。 次第にドイツはIRAの能力を過大評価していた事に気づくようになった。 1943年までにIRAは壊滅状態になっていた。配給や経済的な圧力にもかかわらず、アイルランドの中立政策は支持を受け続けた。

### 港湾と貿易
戦争が始まった時、アイルランドはかつてない孤立状態に置かれていた。独立以来、海運は放置状態のままで、アイルランドがそれまで頼みにしていた外国船の利用は減っていた。中立国であるアメリカの船舶は「戦域」に入る事を拒んだ。開戦時にはアイルランドは56隻の船を擁し、戦争中に15隻が購入またはリースされ、20隻の船を喪失した。エイモン・デ・ヴァレラ首相は1940年の聖パトリックの祝日に行った演説の中で嘆いた。
この時代、少数のアイルランド商船は必要不可欠な海外貿易を続け、アイルランド人船員たちは「ロングウォッチ」と呼んでいた。彼らは非武装で通常はアイルランドの三色旗を掲げて単独航海していた。彼らは明るい照明をつけたり、側面や甲板に大きな文字で国名であるエールと三色旗を描いたりして、自分たちが中立国の船舶である事を認識させようとしたが、戦争に参加していない船員の2割が死亡した。連合国の護送船団は生存者を救助するため、しばしば停止する事ができなかった アイルランド船は常にSOSの通報に応じ、救助のために船を停止させた。アイルランド船員は双方の船員を救助したが双方から攻撃を受け、主として枢軸国から攻撃を受けた。商船により重要な輸入品が到着し、主にイギリス向けの食料品の輸出が行われ、521人の命が救助された。
多くのイギリス船はアイルランドの造船所で修理された。
たいびたび噂になっていたにもかかわらず、Uボートがアイルランドを給油基地として使用したことは一度もなかった。この噂の起源は、1939年にUボートの司令官ヴェルナー・ロットが金属鉱石を積んでイギリスに向かっていたギリシャの貨物船を沈めた後、ドイツの潜水艦U-35によって救出された28人のギリシャ船員をアイルランドの海岸に置き去りにした件に由来する可能性が高い。この事件はアメリカの人気雑誌「ライフ」の1939年10月16日号の表紙に掲載された。このニュースは広く報道され、捕虜となったギリシャ人が降ろされる所を目撃した地元の人々は、不法侵入したUボートが沿岸防衛機が向けられる前に立ち去り、再び潜航した事を指摘した。

## 外交政策

### 理念
デ・ヴァレラにとってアイルランドの中立性を強調する目的は、アイルランドの主権の保全にあり、中立政策を貫く事で合理的な目標とイデオロギー的な目標の双方を達成した。アイルランド独立戦争の闘士たちは、アイルランドの独立を達成するためイギリスの敵と同盟を結ぶ準備ができていたが、その間にも、アイルランドの独立のためにはイギリスとの同盟を結ぶ必要があると考えていた。 彼らは独立達成後にそのような政策を継続する事は、挑発的で危険である事を認識していた。デ・ヴァレラは早くも1920年2月に次のような指摘をしている。
この発言は、デ・ヴァレラが1918年にアメリカのウッドロウ・ウィルソン大統領にアイルランド共和国を独立国として正式に承認する事を求める書簡を送った際、早くも次のように述べていた点を反映した物である。
デ・ヴァレラは1936年にイタリアがエチオピアを占領した後、国際連盟で次のように述べている。
戦争が勃発する数ヶ月前、デ・ヴァレラはAP通信を通じて声明を出し、1939年2月20日に新聞に掲載された。

### 1940年のアイルランド分断終結提案
ナチス・ドイツのフランス侵攻の最中である1940年6月17日から終結後の6月26日にかけて行われた一連の会議で、イギリスの特使であるマルコム・マクドナルドはアイルランドが中立を放棄し、独伊との戦争に参戦する事を条件に「アイルランド統一の原則」を受け入れてアイルランドの分断を終結させる提案を行った。 しかし、統一の実現には「エール政府と北アイルランド政府の代表者」の合意が必要であり、双方の代表者は相互に激しい不信の念を抱いていた。その結果、7月4日にデ・ヴァレラは「我々が中立政策をただちに放棄する」事で「最終的にアイルランドが統一されるという保障はない」として提案を拒否した。デ・ヴァレラはアイルランドの分断に反対しており、彼の起草による1937年の憲法には「アイルランド島全体」をアイルランド国家の領土と規定する民族統一主義に基づく条項が存在した。戦後もデ・ヴァレラは分断の解消を求め続けたが、1970年に伝記が出版されるまで、マクドナルドの提案とそれをデ・ヴァレラが拒否した事実が公表される事はなかった。

### 複合効果
1941年4月、オーストラリアのメンジーズ首相がベルファストとダブリンを歴訪し、デ・ヴァレラおよび北アイルランド首相のジョン・M・アンドリュースと個人的な会談を行った際、再びアイルランドの参戦問題が提起された。その後、メンジーズはチャーチルにアイルランドの統一と主権の問題は複雑であり、アイルランドが中立政策を放棄する可能性はほとんどない事を報告した。
イギリスが戦争の前年に解放したアイルランドの条約港の存在なしに、独立したアイルランドがイギリスの軍事能力や貿易の安全性に深刻な不利益をもたらし、受忍の程度を超えると判断された場合には侵攻を招く可能性があった。もし、アイルランドの主権を維持したいなら、中立政策を意識的にイギリスの利益になるように舵取りしなければならなかったのである。アイルランドは他の中立国と同様に「...自分たちを最も脅かす可能性のある国のために中立であった 。」戦争中、デ・ヴァレラを「ナチスのシンパ」と非難した北アイルランドの首相クレイガヴォン卿はダブリンにアイルランド島全体の総督府を設置する前に、スコットランドとウェールズの軍を侵攻させて「南アイルランド」を制圧するようチャーチルに求めたが、この提案はロンドンによって却下された。 その一方でチャーチルはバーナード・モントゴメリー陸軍元帥にコークとクイーンズタウン（コーヴ）を占領した上で海軍基地とする作戦を立案するよう指示した。 一連の経緯は第一次世界大戦当時とは異なり、より優れた潜水艦探知能力とアイスランドの軍事基地の存在によって連合国にとってアイルランドの港湾の重要性が低下した事を意味していた。
戦争終結時、クランボーン子爵はアイルランド政府が「中立政策をあからさまに害すると見なされない施設を我々に与えてくれた」事やイギリスの戦時内閣と協力関係にあった事を認めた。 英愛両国の機関同士の協力関係は、開戦時、デ・ヴァレラが主として沿岸警備のためにアイルランドの特定空域の使用を許可した事で始まった。ファーマナ県と海をはさむアイルランド領の狭い帯状の「ドニゴール回廊」の使用許可は重要な意味を持っており、1941年秋までに、この回廊の使用が日常茶飯事となっていた。一方でデ・ヴァレラはアイルランドの港湾の直接使用を求めてきたイギリスの申し入れを拒否したが、M・E・コリンズによれば、「厳格な中立が許す範囲を超えて友好的だった。」このような協力関係が下地となり、ドイツ軍が中立国デンマーク、ノルウェー、オランダ、ルクセンブルク、ベルギーを制圧した後の情勢を検討するための会議が開かれるようになった。フランス陥落の3日後、デ・ヴァレラの招待でアイルランドとイギリスの国防当局者が会合を開き、ドイツ軍がアイルランドに上陸した場合に、占領した後にイギリスに侵攻するための足掛かりとしてアイルランドを利用しようとする外国軍を撃退する方策を議論した（プランW）。クランボーン子爵が述べたように戦争が続く間、会議は継続して行われ、さらなる対話を促進した。
開戦前、デ・ヴァレラは1938年からアイルランドのドイツ大使を務めていた外交官エドゥアルド・ヘンペル博士と会談した。議題はアイルランドとイギリスとの貿易関係が緊密である事や、イギリスの利益が脅かされた場合アイルランドに侵攻する事が容易である事などであった。 その後、ヘンペル大使はベルリンに「アイルランド政府がイギリスに一定の配慮を示す事は必然となった」 と伝え、軍関係者にはイギリスのアイルランド侵攻を正当化する口実となるような行動を避けるよう促した。1940年6月中旬、ジョー・ウォルシェ外務次官は「ドイツの戦勝に大きな賞賛の意を表した」と述べた。ヘンペルはドイツに対して「世界情勢の変化と民主主義国の明らかな弱さについて、アイルランドにとってさえも大きく決定的な重要性がある」と手紙を書いている。ヘンペルは以前、駐在先の習慣を「述べられてる事象のすべてを説明せずに、快い事をいう」と述べており、アイルランド人の意図をよく理解していたのかも知れない。
ナチス・ドイツに向けたアイルランド人の視線の他の例として、1940年中旬時点でデ・ヴァレラのベルリン駐在大使を務めていたウィリアム・ウォーノック（William Warnock）が挙げられている。 「彼のイギリスに対する「疑う余地のない」敵意は国家社会主義に同情的であると解釈するのは容易である。」研究者のJ・J・リーは、7月19日にクロルオーパーで行われたヒトラーの演説に対するウォーノックの熱狂が、ドイツの勝利後に期待される「国際的な正義」への真の熱意ではなく、潜在的な勝利者を喜ばせようとするダブリンの指示に固執していたのではないかと疑問を呈した。3年後の1944年、戦局が逆転し、ドイツ勝利の可能性が遠のくとアイルランドの対独関係は一転した。このような状況の中で、かつて「好意的な事をいっていた」アイルランド政府は「役立たずで回避的」になったとヘンペルは指摘している。
駐アイルランドアメリカ合衆国大使のデヴィッド・グレイは、ドイツの降下猟兵が「デリーを解放したらどうするか?」とデ・ヴァレラに尋ねた事があると述べている。グレイによれば、デ・ヴァレラはしばらく沈黙した後「わからない」と答えたという。

### ヒトラーの死に弔意
アイルランドはドイツと日本の公館の閉鎖を拒否して、最後まで公然と中立の立場を維持し、1945年5月2日にはエイモン・デ・ヴァレラ首相がアイルランドに公館を置く国の国家元首が没した場合の通例に従い、ヘンペル大使を個人的に訪問し、アドルフ・ヒトラーの死を悼む記帳を行った。翌日、ハイド大統領もヘンペル大使を個別に訪問した。他国に駐在するアイルランドの使節もそれに倣ったが、他の西ヨーロッパの民主主義国でアイルランドに倣った国はなかった。 この弔問はアメリカで抗議の嵐を巻き起こした。
デ・ヴァレラは、ベルゲン・ベルゼン強制収容所の報告を「反国家的なプロパガンダ」として非難した。ポール・ビューによれば、これは不信感からではなく、むしろホロコーストがアイルランドの中立政策の根底にある前提条件、すなわち連合国と枢軸国の間の道徳的同等性やアイルランド人はヨーロッパで最も迫害されている民族であるという理念を損なったからである。

### ユダヤ人難民に対する立場
ヨーロッパから逃れてきたユダヤ人難民の受け入れに対し、アイルランドは消極的な立場であった。戦時下のアイルランド当局は、一般的に難民を受け入れない口実として2つの理由を提示した。それは、彼らが国家を過密にしてアイルランド人の職を奪う事と、大規模なユダヤ人コミュニティの存在によりアイルランド人の間で反ユダヤ主義的な感情を煽る事になるだろうという理由であった。 第二次世界大戦中、アイルランド国内には反ユダヤ感情が存在したが、最も注目すべき事例として1943年に新たに選出された無党派のドイル・エアラン議員オリバー・J・フラナガンが「ユダヤ人を国外に追い出す」事を提唱した悪名高い演説がある。
戦時中および戦後を通じて、アイルランド政界はユダヤ人のホロコースト犠牲者に対し政治的に無関心だった。この無関心は、後にマイケル・マクダウェル司法相によって「反感、敵意、無感情」と評される事になる。ユニバーシティ・カレッジ・コークのマーヴィン・オドリスコル博士は、ユダヤ人がアイルランドに避難する事を妨げた非公式および公式の障壁について報告した。

## アイルランドはイギリス最後のとりで?
ドナル・マッキャロンは著書「Wings over Ireland - History of the Irish Air Corps」の中で、機密にされていたラスダフ飛行場について詳細に説明している。彼によれば、早くも1940年の夏に英愛両政府はイギリス侵攻が成功する「終末のシナリオ」を懸念していたという。 イギリス空軍はアイルランドでの戦闘を継続するために少なくともひとつの飛行場を必要とし、アイルランド軍とイギリス軍はアイルランド南部の飛行場を密かに探していた。アイルランドの他地域はリムリック近郊のリエアンナ飛行場とダブリン空港、ダブリン近郊のバルドネル飛行場でカバーできるため、イギリス空軍は南東の海岸近くの位置を熱望していた。
一方でアイルランド軍は、その位置がドイツ軍の急速な侵攻で破られる事を危惧して反対したので、最終的にはティペラリー県南部のギャルティ山脈の東に位置するシュア川の渓谷に建設する事で合意した。 アイルランド軍は、ドイツが侵攻してきた際に使うため7マイル離れた修道院の学校の近くに極秘で司令部を建設していたため、その点でも好都合だった。ラズダフという名称の由来はそのような名前がミュンスターの至る所で見られる事から、偽装目的で選ばれた。いずれの位置も、通常の軍事作戦のための境界線からは完全に外れていた。
1941年にヒトラーが独ソ戦を開始した事で、イギリス侵攻の可能性は遠のいた。1942年秋、アイルランド陸軍は4年間の計画と訓練の成果を試すため大規模な演習を行うことを決定した。演習の一環として、機密だった「ラスダフ」が一部公開され、演習中はアイルランド第2師団の飛行場として使われた。演習後、「ラスダフ」の土地は以前の用途であるサラブレッド牧場に戻った。

## ヨーロッパ戦勝記念日
ウィンストン・チャーチルは1945年5月13日に行った連合国のヨーロッパでの勝利を祝う演説の中で、アイルランドに対して自制心を示した理由を次のように述べている。
1940年5月、イギリスは中立のアイスランドを占領していた。 数日後、デ・ヴァレラはチャーチルが「既に血塗られた」英愛関係に「もうひとつの新たな恐怖の章」を追加しなかった事を認める一方で、次のように尋ねた。
さらに、彼は次のように付け加えた。
ヨーロッパ戦勝記念日以降、戦争に関与しなかった事とその後のヨーロッパの進路を決定づける惨状の意味は、歴史的な議論の対象となっている。ヨーロッパのほとんどの国が共有していた惨状とアイルランドがそれを回避した事は、F・S・L・ライアンズによって次のように表現されている。
R・ファニングがこれに応えて次のように書いている。

## クランボーン報告
1945年2月21日、イギリスの自治領大臣クランボーン子爵は、1939年から1945年にかけてのアイルランドとイギリスの協力関係について、イギリスの戦時内閣にあてた報告を書いている。

## 国際連合加盟への影響
中立政策の結果、アイルランドの国際連合加盟の時期は相当ずれ込んだ。安全保障理事会の常任理事国であるソビエト連邦は、アイルランドの加盟申請に対して、1946年から1955年12月まで拒否権を行使し続けた。1942年から1945年にかけて使われた「国際連合」という言葉は、常に第二次世界大戦の連合国を指していた。1946年、アイルランドは国際連盟の解散を受けて、国際連合への加盟を申請していたが、国際連盟最後の事務総長はアイルランドの外交官であるショーン・レスターであった。
1955年3月、リーアム・コスグレイヴ外相は「安全保障理事会で反対意見に阻まれているが、アイルランドは国連加盟申請を継続する」と発表している。アイルランド政府は外交上の理由から、異議の理由やどの国が異議を唱えたかについても言及しなかった。 ショーン・マクブライドはアイルランドの国連加盟拒否は、1945年のヤルタ会談でチャーチルとスターリンの間で初めて合意されたと見ている。 1955年12月15日、ジョン・A・コステロ首相はアイルランドが国際連合に加盟した事を発表した。